# Stazione di Sutton Coldfield
La stazione di Sutton Coldfield è la stazione ferroviaria principale dell'area urbana di Sutton Coldfield, nelle West Midlands, Inghilterra. Si trova sulla linea Birmingham Cross-City Line, a circa 12 km a nord-est della stazione di Birmingham New Street.
La stazione è di architettura vittoriana con mattoni rossi, soffitti e pilastri elaborati. Un binario è coperto, mentre l'altro no. L'edificio principale è costruito su una collina con un tunnel che corre sotto di essa. Vi si accede dalla Station Street e dalla Railway Road.

## Storia
La stazione fu costruita nel 1862, come capolinea settentrionale della linea della London and North Western Railway proveniente da Birmingham. Nel 1884, la linea fu estesa a nord fino a Lichfield e, dopo il raggruppamento delle compagnie ferroviarie del 1923, passò sotto il controllo della London, Midland and Scottish Railway.
Il 23 gennaio 1955 la stazione è stata teatro del disastro ferroviario di Sutton Coldfield. Un treno diretto da York a Bristol che viaggiava a velocità eccessiva, deragliò. Il 23 gennaio 2016 è stato inaugurato nell'atrio della stazione un monumento ai 17 morti.
Dal 1978, la stazione è servita dalla nuova Cross-City Line, sponsorizzata dalla West Midlands Passenger Transport Executive (l'ente pubblico responsabile dei trasporti nel West Midlands). Nell'ambito di tale progetto è stato proposto un programma di demolizione e ricostruzione della stazione, come è accaduto a molte altre stazioni della linea, ma grazie ad alcune campagne avviate a livello locale la stazione è stata salvata.

### Lavori di ristrutturazione del 2003
In seguito all'erogazione di una cospicua somma di denaro nel 2003, la stazione è stata oggetto di un programma di ristrutturazione. Sono stati creati nuovi impianti e intrapresi lavori di riparazione dell'edificio. Il marciapiede in direzione sud è stato ridipinto e l'ex biglietteria in legno è stata rimossa. Era infatti diventata bersaglio di atti di vandalismo ed erano sorti dei dubbi sulla sicurezza antincendio di questa. Su uno dei binari è stato installato un nuovo distributore automatico di biglietti, riducendo così le code alla biglietteria dell'edificio principale. Sono stati inoltre aperti un negozio e una nuova sala d'attesa. Sul marciapiede nord, la piccola sala d'attesa è stata quindi sostituita con nuovi posti a sedere. Su entrambi i marciapiedi sono stati installati dei pannelli informativi per i passeggeri, che forniscono loro informazioni aggiornate sugli orari dei treni. Anche gli interni della stazione sono stati ridipinti e la biglietteria dell'edificio principale ampliata.

## Interscambi
Dal lunedì al sabato i treni hanno una frequenza di 10 minuti, mentre la domenica di 30. In direzione nord passano sei treni all'ora per Four Oaks, quattro dei quali arrivano fino a Lichfield City e due fino al capolinea Lichfield Trent Valley. In direzione sud ci sono sei treni all'ora per Longbridge e tre fino a Redditch. La domenica i treni percorrono l'intero percorso (eccetto all'inizio e alla fine del servizio).
I tre treni che ogni ora sono diretti a sud e che in precedenza terminavano la corsa a Longbridge, a partire dall'estate 2018 raggiungono anche Bromsgrove.